# اسیدوفیل
اسیدوفیل‌ها یا موجودات اسیددوست آنهایی هستند که در شرایط بسیار اسیدی (معمولاً در pH 5.0 یا کمتر از آن) رشد می‌کنند. این موجودات را می‌توان در شاخه‌های مختلف درخت زندگی از جمله آرکی‌ها، باکتری‌ها، و یوکاریوت‌هایافت.

## مثال‌ها
فهرستی از این موجودات زنده شامل:

### آرکی‌ها یا باستانیان
- Sulfolobales، یک راسته در شاخه Thermoproteota Archaea
- Thermoplasmatales، گونه ای در شاخه Euryarchaeota Archaea
- ARMAN، در شاخه Euryarchaeota از Archaea
- Acidianus brierleyi A. infernus، باستانی ترمواسیدوفیل بی هوازی اختیاری
- Halarchaeum acidiphilum، عضو اسید دوست از Halobacteriacaeae
- Metallosphaera sedula، ترمواسیدوفیلوس

### باکتری‌ها
- Acidobacteriota,[۴] a phylum of Bacteria
- Acidithiobacillales, an order of Pseudomonadota e.g. A. ferrooxidans, A. thiooxidans
- Thiobacillus prosperus, T. acidophilus, T. organovorus, T. cuprinus
- Acetobacter aceti, a bacterium that produces acetic acid (vinegar) from the oxidation of ethanol.
- Alicyclobacillus, a genus of bacteria that can contaminate fruit juices.[۵]

### یوکاریوت
- Mucor racemosus
- Urotricha
- Dunaliella acidophila
- اعضای کلاس جلبک Cyanidiophyceae، از جمله Cyanidioschyzon merolae

## مکانیسم‌های سازگاری با محیط‌های اسیدی
بیشتر موجودات اسیدوفیل مکانیسم‌های بسیار کارآمدی را برای پمپاژ پروتون‌ها از فضای داخل سلولی به منظور حفظ سیتوپلاسم در pH خنثی یا نزدیک به آن ایجاد کرده‌اند؛ بنابراین، پروتئین‌های درون سلولی نیازی به ایجاد ثبات اسیدی از طریق تکامل ندارند. با این حال، اسیدوفیل‌های دیگر، مانندAcetobacter aceti، سیتوپلاسم اسیدی دارند که تقریباً تمام پروتئین‌های ژنوم را مجبور می‌کند تا پایداری اسیدی را ایجاد کنند. به همین دلیل، Acetobacter aceti به منبعی ارزشمند برای درک مکانیسم‌هایی تبدیل شده‌است که پروتئین‌ها می‌توانند به پایداری اسیدی دست یابند.
مطالعات پروتئین‌های سازگار با pH پایین چند مکانیسم کلی را نشان داده‌است که پروتئین‌ها می‌توانند از طریق آن‌ها به پایداری اسیدی دست یابند. در اکثر پروتئین‌های پایدار اسیدی (مانند پپسین و پروتئین soxF از Sulfolobus acidocaldarius)، مقدار زیادی باقی‌مانده اسیدی وجود دارد که بی‌ثباتی pH پایین ناشی از تجمع بار مثبت را به حداقل می‌رساند. مکانیسم‌های دیگر عبارتند از به حداقل رساندن دسترسی به حلال باقیمانده‌های اسیدی یا اتصال کوفاکتورهای فلزی. در یک مورد تخصصی پایداری اسید، پروتئین NAPase از Nocardiopsis alba نشان داده شد که پل‌های نمک حساس به اسید را از مناطقی که نقش مهمی در روند باز شدن دارند، جابجا کرده‌است. در این حالت پایداری اسید جنبشی، طول عمر پروتئین در طیف وسیعی از pH، هم اسیدی و هم بازی انجام می‌شود.

## بیشتر خواندن
- Cooper, J. B.; Khan, G.; Taylor, G.; Tickle, I. J.; Blundell, T. L. (July 1990). "X-ray analyses of aspartic proteinases. II. Three-dimensional structure of the hexagonal crystal form of porcine pepsin at 2.3 A resolution". J Mol Biol. 214 (1): 199–222. doi:10.1016/0022-2836(90)90156-G. PMID 2115088.
- Bonisch, H.; Schmidt, C. L.; Schafer, G.; Ladenstein, R. (June 2002). "The structure of the soluble domain of an archaeal Rieske iron-sulfur protein at 1.1 A resolution". J Mol Biol. 319 (3): 791–805. doi:10.1016/S0022-2836(02)00323-6. PMID 12054871.
- Schafer, K; Magnusson, U; Scheffel, F; Schiefner, A; Sandgren, MO; Diederichs, K; Welte, W; Hülsmann, A; Schneider, E (January 2004). "X-ray structures of the maltose-maltodextrin-binding protein of the thermoacidophilic bacterium Alicyclobacillus acidocaldarius provide insight into acid stability of proteins". Journal of Molecular Biology. 335 (1): 261–74. doi:10.1016/j.jmb.2003.10.042. PMID 14659755.
- Walter, R. L.; Ealick, S. E.; Friedman, A. M.; Blake, R. C. 2nd; Proctor, P.; Shoham, M. (November 1996). "Multiple wavelength anomalous diffraction (MAD) crystal structure of rusticyanin: a highly oxidizing cupredoxin with extreme acid stability". J Mol Biol. 263 (5): 730–51. doi:10.1006/jmbi.1996.0612. PMID 8947572.
- Botuyan, M. V.; Toy-Palmer, A.; Chung, J.; Blake, R. C. 2nd; Beroza, P.; Case, D. A.; Dyson, H. J. (1996). "NMR solution structure of Cu(I) rusticyanin from Thiobacillus ferrooxidans: structural basis for the extreme acid stability and redox potential". J Mol Biol. 263 (5): 752–67. doi:10.1006/jmbi.1996.0613. PMID 8947573.
- Kelch, B. A.; Eagen, K. P.; Erciyas, F. P.; Humphris, E. L.; Thomason, A. R.; Mitsuiki, S.; Agard, D. A. (May 2007). "Structural and mechanistic exploration of acid resistance: kinetic stability facilitates evolution of extremophilic behavior". J Mol Biol. 368 (3): 870–883. CiteSeerX 10.1.1.79.3711. doi:10.1016/j.jmb.2007.02.032. PMID 17382344.